# فيتالي سكاكون
فيتالي سكاكون (19 أغسطس - 24 فبراير 2022) كان مهندسًا قتاليًا بحريًا أوكرانيًا.

## وفاته
خلال الغزو الروسي لأوكرانيا عام 2022، تم نشر كتيبة سكاكون لحماية بلدة هينيتشيسك، الواقعة بالقرب من برزخ بيريكوب. مع اقتراب صف مدرعات روسي من الموقع، قررت القوات الأوكرانية تدمير جسر هينيتشيسك، من أجل إبطاء تقدم القوات الروسية شمالًا من شبه جزيرة القرم خلال هجوم خيرسون. تطوع سكاكون، وهو مهندس قتالي ، لزرع الألغام على الجسر.
في 24 فبراير 2022، بعد وضع المتفجرات، لم يكن لدى سكاكون الوقت الكافي للانسحاب من الجسر، وبعد إرسال نواياه إلى زملائه الجنود، فجر الألغام مما أدى إلى مقتله وتدمير الجسر. أدت أفعاله إلى إبطاء التقدم الروسي مما أتاح لكتيبه الوقت لإعادة تجميع صفوفها.
في 26 فبراير 2022، مُنح سكاكون بعد وفاته وسام النجمة الذهبية، النسخة العسكرية من وسام بطل أوكرانيا، من قبل الرئيس الأوكراني فولوديمير زيلينسكي.